# USS LST-573
O USS LST-573 foi um navio de guerra norte-americano da classe LST que operou durante a Segunda Guerra Mundial.